# Sandra Caménisch
Sandra Erika Caménisch, född Ljungberg 20 september 1972 i Tranås, är en svensk musikalartist, sångare och låtskrivare.

## Biografi
Caménisch är utbildad på Balettakademin i Göteborg.
Hon har medverkat i musikaler som Spelman på taket (Malmö musikteater), City of angels, (Stockholms stadsteater) och Kristina från Duvemåla (Cirkus). 1999 gjorde hon en av huvudrollerna i urpremiären av Mikael Wiehes musikal Dåliga mänskor på Malmö musikteater, och 2002–2003 alternerade hon med Helen Sjöholm i Chess på Cirkus samt medverkade i ensemblen.
Bland hennes andra meriter finns barnföreställningen Mumin, var är du?, en turné som fältartist i Bosnien och rollen som Kajsa i tvåmansföreställningen Kontaktannonsen på teater Playhouse i Stockholm hösten 2003. 2004 medverkade hon i Melodifestivalen som kör bakom Fredrik Kempe i låten "Finally". Hon var även en av finalisterna i West End Star på TV3. Sommaren 2010 spelade hon huvudrollen som Henrietta i lustspelet Herrgårdslif på Högbo bruk i Sandviken. Hon  skriver och producerar egen musik tillsammans med Oskar Gyllenhammar.
Hon har dubbat tecknad film på SDI Media dubb och Eurotroll. Hon gör bland annat rösten till Törnrosa på en dvd-utgåva och hörs som mest i vinjettlåten "Mu Bä Dubbelkvack" i "Hannas hjälplinje".

## Teater

### Roller (ej komplett)
| År   | Roll  | Produktion                                        | Regi            | Teater                 |
| ---- | ----- | ------------------------------------------------- | --------------- | ---------------------- |
| 2005 | Vixen | Tolvskillingsoperan Bertolt Brecht och Kurt Weill | Lars Rudolfsson | Stockholms stadsteater |